# Josip Antunović (političar)
Josip Antunović (Subotica, 19. ožujka 1852. – Subotica, 1942.) je bio mađarski i bački hrvatski političar. Po struci je bio liječnikom.
1880-ih je bio glavnim subotičkim liječnikom i upraviteljem gradske bolnice. 

## Politički život
Bio je zastupnik u ugarskom saboru.
Kasnije je bio i stranačkim čelnikom. Bio je na čelu Slobodoumne stranke, a kasnije je vodio Katoličku pučku stranku.